# Liste des forts de Vauban
La liste des forts de Vauban présente l’ensemble des forts créés, remaniés ou révisés par Sébastien Le Prestre de Vauban.
Cette liste inclut également les ouvrages secondaires qui ne sont pas appelés « forts », comme la tour de Camaret, mais exclut les redoutes isolées et les batteries côtières.

## Forts créés
- 1689-1705, fort de la Conchée[1] en baie de Saint-Malo
- 1693-1696, tour Vauban à Camaret-sur-Mer[1]
- Fort Paté (dans l’estuaire de la Gironde)[1]>
- 1686, Fort Médoc, Cussac-Fort-Médoc[1]
- 1668, Fort de Bellegarde du col du Perthus[1]>
- 1689, Fort Lupin, proche d’Oléron[1]
- 1694, Fort Chapus, proche d'Oléron
- 1705, Fort Cézon[1]
- 1681, Fort Libéria[1] à Villefranche-de-Conflent
- 1680, Fort Mahon à Ambleteuse[1]
- Tour des Ébihens,  forts de la Hougue et de Tatihou...
- Fort de Mont Dauphin

## Forts remaniés ou revus
- Fort de Charlemont à Givet (Ardennes)
- Fort Mortier à Volgelsheim (Haut-Rhin)
- Fort Paté
- Montmédy citadelle (Meuse)
- Rocroi citadelle (Ardennes)
- Brouage enveloppe (Charente-Maritime).
- Fort La Prée à La Flotte (Île de Ré) (Charente-Maritime)
- Port-Louis (Morbihan)
- 1667-1671 citadelle de Lille[1],
- 1667-1672 citadelle d'Arras Sur les plans de Vauban, la citadelle fut surnommée « la belle inutile », la ville n’ayant plus connu de siège après sa construction.
- 1670, Fort-les-Bains, au-dessus d'Amélie-les-Bains[1]
- 1673, fortifications des murs d'enceinte du château-fort de Sierck-les-Bains[réf. nécessaire]
- 1674-1687, citadelle de Besançon
- 1674 Fort Saint-Sauveur à Lille
- 1674-1689, citadelle de Belle-Île-en-Mer
- 1674-1678, Fort-St-André à Salins-les-Bains (Jura) Fort St André, Salins-les-Bains, Jura

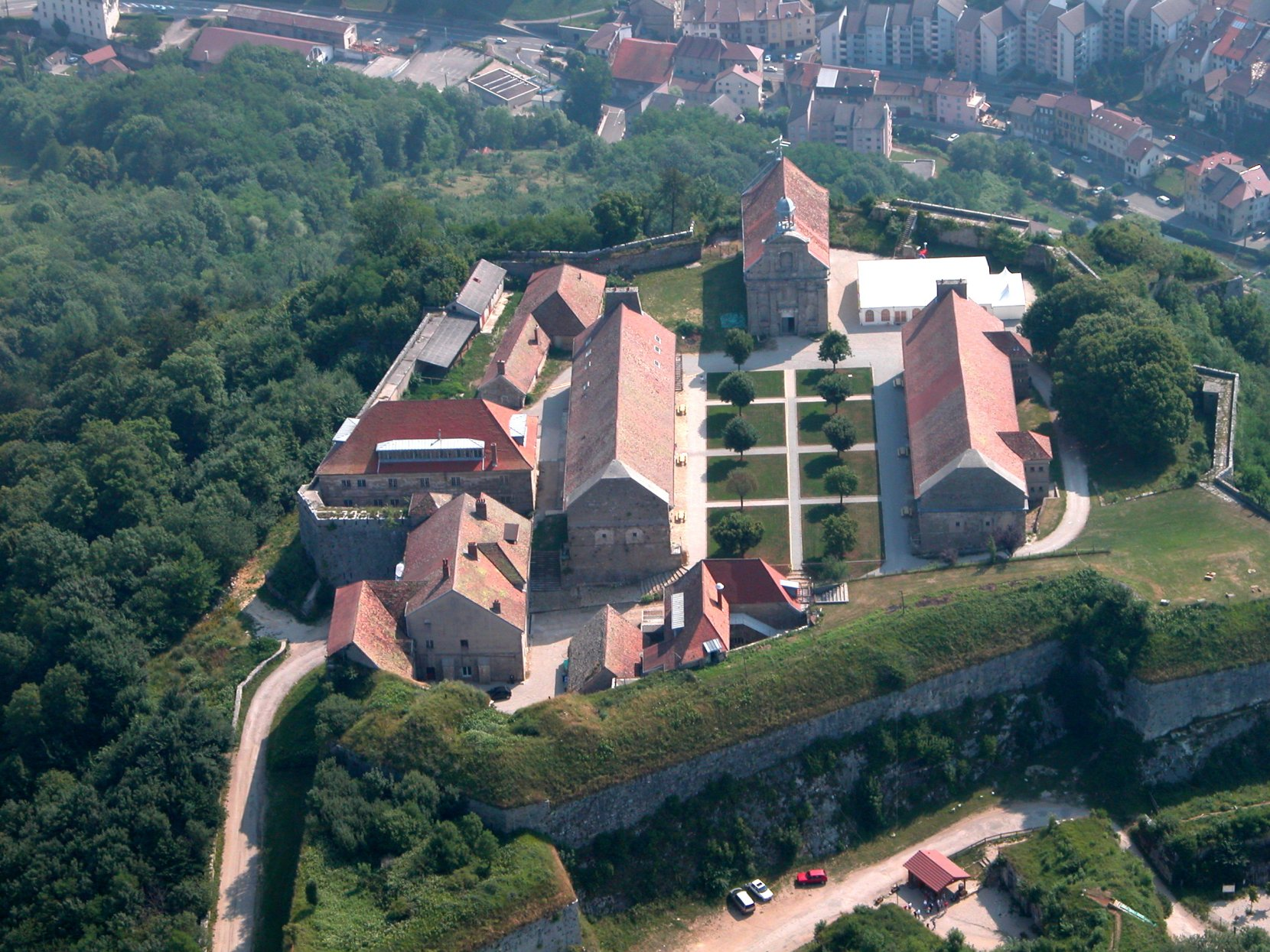
Fort St André, Salins-les-Bains, Jura

- 1678-1693, Fort de Joux près de Pontarlier (Doubs)[2]
- 1679, Fort Miradoux de Collioure[1]
- 1679, citadelle et ville de Mont-Louis (Pyrénées-Orientales)
- 1679, citadelle de Longwy (Meurthe-et-Moselle)
- Fort Carré d'Antibes[1] : développement des défenses extérieures et réfection des aménagements intérieurs (travaux réalisés vers 1680).
- 1680, Fort Saint-Elme de Collioure[1]
- 1681, citadelle de Strasbourg (Bas-Rhin)
- 1681-1685, citadelle de Saint-Martin-de-Ré (Charente-Maritime)
- 1682, Fort royal de l'île Sainte-Marguerite, en rade de Cannes[3],[4]
- 1683 à 1697, citadelle de Bitche
- 1683 Fort Lupin à Saint-Nazaire-sur-Charente (Charente-Maritime)
- 1686, Fort Lagarde de Prats-de-Molló[1]
- 1687, citadelle de Belfort
- 1688, Forteresse de Landau
- 1689-1745, Fort du Taureau dit château du Taureau en baie de Morlaix, Finistère, Bretagne.
- Fort Barraux[1] (vers 1692) : fossés approfondis, bastions, guérites et chemins couverts modifiés, création de la redoute en direction de Grenoble à Barraux en limite avec l'Isère et la Savoie. Les pierres du fort de Montmélian ont été utilisées pour reconstruire une partie du fort.
- 1689, citadelle de Blaye
- 1692, citadelle de Namur[5]
- 1630-1704, citadelle du Château-d'Oléron
- Fort de Fouras, en Charente-Maritime.

## Attribués à Vauban (en attente de classement)

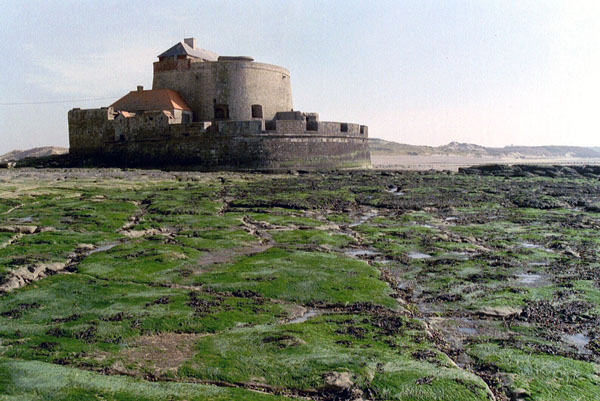
Fort Mahon, Ambleteuse

- Fort de l'ancien château de Briançon
- Éléments de fortifications inscrits sur la liste du patrimoine mondial :
  - Fort des Salettes de Briançon
  - Fort des Trois-Têtes de Briançon
- 1679, fort Balaguier, Toulon
- 1680, fort de Brescou, Agde[réf. nécessaire]